# Шаймухаметов, Фаниль Сафуанович
Фаниль Сафуанович Шаймухаметов (род. 21 марта 1957, д.Яик-Сибе, Альшеевский район БАССР) — советский и российский художник-график. Член Союза художников РФ (c 1991).

## Биография
В 1979 году окончил художественно-графический факультет Башкирского педагогического института. Работал в Альшеевском районе, в Стерлитамаке, затем — в Детской школе искусств г. Ишимбая.
Живёт в Ишимбае.

## Участие в творческих выставках, конкурсах
С 1978 года — участник республиканских, всероссийских и международных, в том числе специальных (графика), зональных, региональных, всесоюзной и зарубежных выставок. Всего в творческом активе художника более 70 выставок в России и за рубежом.
Лауреат конкурса Союза художников РФ «Золотая палитра» (2007, раздел «Графика») — за произведение «Путь Салавата».
В 2004 году за серию листов «Путь Салавата Юлаева» получил 2-е место в номинации «Графика» конкурса, посвящённого 250-летию со дня рождения Салавата Юлаева, Башкирский государственный художественный музей имени М. В. Нестерова (Уфа) (первое место взял другой ишимбаец — Камиль Губайдуллин за триптих «Салават»).

## Из отзывов о его выставке и работах
- Елена Шарова. Там, где течёт Тайрук//газ. Республика Башкортостан)[7]

От пластилиновых человечков, что лепил в детстве Фаниль Шаймухаметов, его офортам и линогравюрам достались доброта и нежность, солнечные морщинки дедушек и бабушек, что баюкали на руках незабытое детство художника. Фанилю удается совместить несовместимое: четкие линии строгой графики с нежной душой и бессмертной любовью, с земными, такими понятными, простыми воспоминаниями, всплывающими в бессонной ночи. Мудрая женщина, напоившая путника чистой водой из деревенского колодца, сладкоголосый батыр, исполнивший страстную серенаду черноокой красавице, звенящие песни Тайрука — все это увидели и услышали в Японии и США, Германии, Югославии и Австрии: песни, что звучат с полотен художников, в чьих картинах всегда присутствует радуга, в чьих офортах всегда сияет доброта.
- Галина Аксенова."Фаниль Шаймухаметов. Почему его называют уникальным графиком?"[8]

Цветная линогравюра – техника довольно сложная. Каждое произведение создается из четырёх листов: рисунок наносится на кусок линолеума, вырезается, после чего каждый цвет печатается на листе отдельно. Чтобы получилось нечто подобное, нужно сделать несколько клише.
Хорошо продуманная композиция и сюжет позволяют полотнам Фаниля Шаймухаметова рассказывать целые истории. Его коллекция портретов никому неизвестных обычных селян – история современности в лицах. Лица эти часто обыденны, некрасивы, но доброта и простота в них покоряет.
...
На многих картинах изображен полумесяц: он напоминает то серп, то дорогу, то расписной гребень. Вот полумесяцем изогнута дорога, по которой джигит мчится к своей возлюбленной, вот полумесяц качается, как люлька, в которой спит красавица, по полумесяцу уходит в даль похоронная процессия. Символ жизни по мусульманским канонам сопровождает героев художника от колыбели до последнего пути: его острые края – начало и конец всего существующего.

Здесь будничность соприкасается с небытием, а бытие посредством знака – с бытом. Причем, природа и быт в работах Фаниля Шаймухаметова настолько связаны, настолько взаимодополняют друг друга, что картины его становятся глубоко одухотворенными: за обыденной жизнью человека всегда чувствуется дыхание вечности, за простыми предметами – неизведанное космическое пространство. Эти гравюры рассказывают о том, что все в этом мире имеет значение, и какой бы ни была жизнь человека, смысл ей придают вечные ценности
Уфимская художница Ольга Самосюк говорит, что «сейчас из маститых художников-графиков мало кто занимается техникой цветной линогравюры, да и среди молодых художников и студентов тоже. Тогда как эта техника, относительно других техник гравюры, легка и доступна. В технике линогравюры очень хорошо проявляется индивидуальность художника — то, как он мыслит, как рисует»

## Местонахождение произведений
- Башкирский государственный художественный музей им. М.В.Нестерова (Уфа)
- Чувашский государственный художественный музей, Чебоксары
- Ишимбайская картинная галерея Ишимбай, РБ